# Radikaal Links
Radikaal Links was een samenwerkingsverband van drie kleine linkse partijen in Nijmegen tussen 1985 en 1990. Radikaal Links was een voorloper van GroenLinks in Nijmegen. Het was een samenwerkingsverband van de afdelingen van de Communistische Partij Nederland, de Pacifistisch Socialistische Partij en de Politieke Partij Radikalen. De combinatie behaalde bij de gemeenteraadsverkiezingen in 1986 11,6% van de stemmen en vijf zetels. In 1982 haalden de drie partijen nog 16,8% van de stemmen en zes zetels. Marjan Lucas bezette een van deze zetels.